# Bäckmärken
Bäckmärken (Berula) är ett släkte av blomväxter i familjen flockblommiga växter. Släktets arter förekommer i Afrika och i norra halvklotets tempererade områden. Arten bäckmärke återfinns i Sverige.

## Arter
Släktet har sex erkända arter:
- Berula bracteata
- Berula burchellii
- Berula erecta (bäckmärke)
- Berula imbricata
- Berula repanda
- Berula thunbergii